# アルキメデス数
粘性流体力学においてアルキメデス数 (Ar) は、密度差による流体の運動を決定する無次元数である。重力と粘性力の比であり、次の式で表される。
{\displaystyle \mathrm {Ar} :={\frac {gL^{3}}{\nu ^{2}}}{\frac {\rho -\rho _{\ell }}{\rho _{\ell }}}={\frac {gL^{3}\rho _{\ell }(\rho -\rho _{\ell })}{\mu ^{2}}}}
ここで
- {\displaystyle g} は局所的な外場（例えば、重力加速度）m/s2
- {\displaystyle L} は体の特性長（英語版） m
- {\displaystyle {\frac {\rho -\rho _{\ell }}{\rho _{\ell }}}} は流体中における物体の密度差を表す割合(Submerged specific gravity)
  - {\displaystyle \rho _{\ell }} は流体の密度 kg/m3
  - {\displaystyle \rho } は物体の密度 kg/m3
- {\displaystyle \nu =\mu /\rho _{\ell }} は動粘度 m2/s
- {\displaystyle \mu } は粘度 Pa·s

名称は古代ギリシアの科学者・数学者のアルキメデスにちなむ。

## 用途
アルキメデス数は、多管式の化学プロセス反応器の設計などに使用される。以下に反応器の設計におけるアルキメデス数の使用例を示す。

### 充填層流動化設計
アルキメデス数は、化学プロセス業界では一般的である充填層（充填床）の検討によく用いられる。理想的なプラグフロー反応器モデルに似た充填層反応器では、管状の反応器に固体触媒を充填し非圧縮性または圧縮性の流体を固体床に通す。固体粒子が小さいときには、固体粒子を「流動化」させて流体のように振る舞わせることができる。充填層を流動化するときには層の下部（流体が入る側）と層の上部（流体が出る側）の間の圧力降下が充填された固体の重量と等しくなるまで作動流体の圧力を増加させる。この時点では流体の速度は流動化を達成するのに十分ではなく、粒子同士や反応器の壁との摩擦に打ち勝って流動化を可能にするための余剰の圧力が必要となる。これにより最小流動化速度 {\displaystyle u_{mf}} を次のように推定することができる。
{\displaystyle u_{mf}={\frac {\mu }{\rho _{l}d_{v}}}(33.7^{2}+0.0408{\text{Ar}})^{\frac {1}{2}}-33.7}
ここで {\displaystyle d_{v}} は固体粒子と同じ体積の球の直径であり、多くの場合、粒子の直径 {\displaystyle d_{p}} から次のように推定される。
{\displaystyle d_{v}\approx 1.13d_{p}}

### 気泡塔の設計
別の用途は気泡塔内のガスホールドアップの推定である。気泡塔においてガスホールドアップ（特定の時間にガスである気泡塔の割合）は次式により推定することができる。
{\displaystyle \varepsilon _{g}=b_{1}\left[{\text{Eo}}^{b_{2}}{\text{Ar}}^{b_{3}}{\text{Fr}}^{b_{4}}\left({\frac {d_{r}}{D}}\right)^{b_{5}}\right]^{b_{6}}}
ここで
- {\displaystyle \varepsilon _{g}} はガスホールドアップの割合
- {\displaystyle {\text{Eo}}} はエトベス数
- {\displaystyle {\text{Fr}}} はフルード数
- {\displaystyle d_{r}} は塔のスパージャー（気泡を放出する穴の開いたディスク）の穴の直径
- {\displaystyle D} は塔の直径

である．パラメータ {\displaystyle b_{1},\dots ,b_{6}} は経験的に決定される。

### 噴流層最小噴流速度設計
墳流層は乾燥やコーティングに使用される。これはコーティングする固体を詰めた層に液体を噴霧するものである。層の下部から供給された流動化ガスが噴出を起こし、これが固体を液体周りに直線的に旋回させる。これまでに人工ニューラルネットワークを用いて噴流層での噴出発生に必要なガス最小速度をモデル化する研究が行われており、このようなモデルを用いた試験ではアルキメデス数が噴出物の最小速度に非常に大きな影響を与えるパラメータであることが分かっている。